# Nodularia spumigena
 (mars 2017).
Espèce
Synonymes
- Nodularia spumigena var. vacuolata F.E.Fritsch & M.F.Rich, 1930[2]
- Nostoc spumigena (Mertens) Drouet, 1978[2]

Nodularia spumigena est une espèce de Cyanobactéries de la famille des Aphanizomenonaceae. 

## Description
Nodularia spumigena est une cyanobactérie filamenteuse, planctonique, photosynthétique, diazotrophique, formant des efflorescences. Elle se trouve généralement dans les eaux salées ou saumâtres. Elle est l'une des espèces dominantes au cours de la prolifération des cyanobactéries dans la mer Baltique, qui est l'une des plus grandes au monde. On le trouve également dans le lac Alexandrina, au sud-est du sud de l'Australie. Le premier foyer documenté a été enregistré par Francis en 1878. Elle se trouve communément près de la surface de l'eau parce qu'elle a une tolérance élevée pour le rayonnement ultraviolet. 
Elle est l'espèce type pour le genre Nodularia.

## Structure du génome
Le séquençage du génome est actuellement[Quand ?] en cours au projet de séquençage du génome microbien de la Fondation Gordan et Betty Moore, mais il n'est pas encore terminé. La longueur d'ADN est de 5 316 258 nt (5 Mo). Le contenu en G-C est de 42,0 %. Il y a 4 860 gènes codés et 80 % du génome est codant. Le nombre de chromosomes et la forme du génome n'est pas encore connue.

## Structure cellulaire, métabolisme, cycle de vie
Nodularia spumigena a un métabolisme photosynthétique. Sa structure est filamenteuse comprenant des cellules agrandies appelées hétérocystes. Ces hétérocystes sont des cellules spécialisées pour la fixation atmosphérique de l'azote. Aucune photosynthèse ne se produit dans ces cellules spécialisées. Elle est responsable d'une grande partie de la nouvelle entrée d'azote dans la mer Baltique. Les acides aminés de type mycosporine (MAA) sont produits en tant que stratégie photo-protective contre le rayonnement ultraviolet. Cela permet à l'organisme de vivre plus près de la surface de l'eau, tandis que d'autres cyanobactéries ne peuvent vivre que dans des eaux plus profondes.

## Écologie et Pathogenèse
Nodularia spumigena produit l'hépatotoxine nodulaire. Les hépatoxines sont des toxines qui affectent le foie. La nodularine est un promoteur tumoral dont on sait qu'il a tué des animaux sauvages et domestiques en affectant gravement le foie. Il s'agit d'un carcinogène du foie dû à l'inhibition des protéines phosphatées. La recherche porte sur les facteurs environnementaux qui affectent la croissance et la production de toxines. Des niveaux de salinité plus élevés et un rayonnement ultraviolet inférieur aboutissent à une production plus importante de la toxine nodulaire.

## Morphologie
Nodularia peut former des filaments solitaires ou des groupes de filaments. Ils se reproduisent par la formation d'hormogonies, la rupture de filament, et par un phénomène de croissance végétative cellulaire.

## Liste des variétés
Selon World Register of Marine Species (16 août 2017) :
- variété Nodularia spumigena var. crassa Woronichin Voronichin, 1929
- variété Nodularia spumigena var. litorea Bornet & Flahault, 1886
- variété Nodularia spumigena var. major Bornet & Flahault, 1886
- variété Nodularia spumigena var. minor F.E.Fritsch, 1912